# タンドール

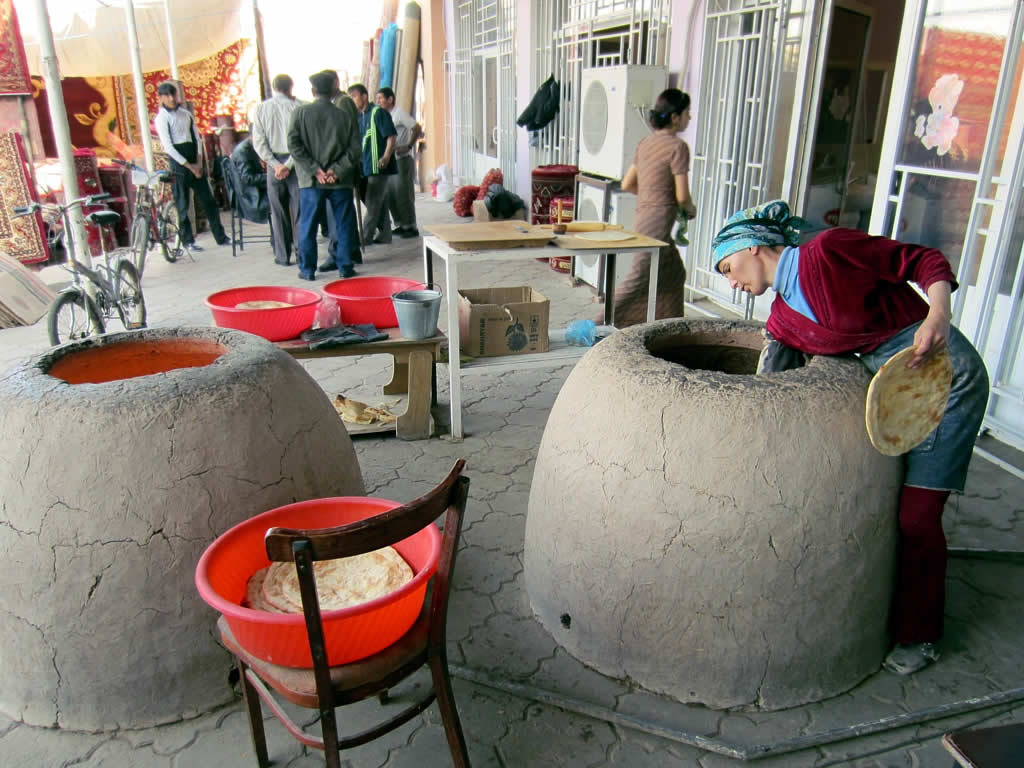
タンドールによる調理

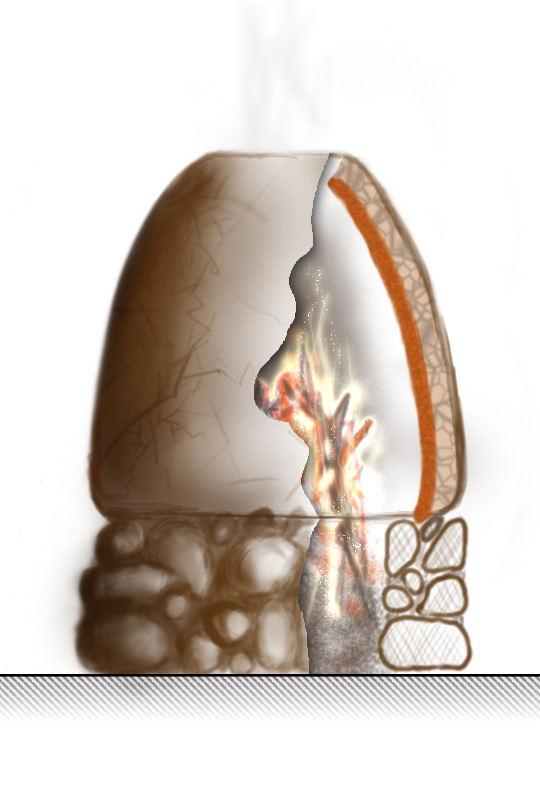
構造。最上部が開口部

タンドール（ウルドゥー語: تندور、英語：tandoor〈タンドゥール〉）は北インドからアフガニスタンにかけての地域で使われる、甕を伏せたような形の粘土製の壷窯型オーブン。炭または薪を窯の底で燃やして加熱し、480 ℃近い高温を維持するために入り口が狭く、通常は火を長時間焚きっぱなしにする。大きさは家庭用の小さなものから、人間の背丈より深い業務用の大きなものまで様々である。元来南インドではタンドールを使わないが、インド国外のインド料理店には設置されている。
インド料理・パキスタン料理・アフガニスタン料理では、ケバブやタンドリーチキンといった肉料理やローティーやナンといったパン類など多くの料理の調理に使われる。肉類は金属製の串に刺してから金属製の鉤を使って窯の内部に下ろして焼く。パンを焼くときは平たくのばした生地を窯の内側に貼付けて焼き、焼き上がったら剥がして取り出す。「タンドーリー」(Tandoori) は形容詞形。
語源を同じくする粘土製の窯はカフカース地方から中東にかけての広い地域で見られる（後述）。例えばアルメニアではカバーブやラヴァーシュというパンを焼くのに使うトニール (Tonir) として知られている。
2024年、アゼルバイジャンのタンドールの職人技とパン作りはユネスコの無形文化遺産に登録された。

## 起源
タンドールの最古の例は古代インダス文明のハラッパーとモヘンジョ・ダロの遺跡に見られる。サンスクリットではタンドールのことをカンドゥ (kandu) と呼んでいた。「タンドール」はダリー語の「タンドゥール」および「タンヌール」(تنور tannūr) に由来する。ペルシャ語の「タヌール」(تنور tanūr)、アラビア語の「タンヌール」(تنور tannūr)、トルコ語のタンドゥル (Tandır)、アゼルバイジャン語の「タンディル」(təndir)、トルクメン語の「タンドュル」(Tandyr ，Tamdyr) と同源であり、以上は全て粘土製の窯を指す。デフホダーペルシア語辞典によればこの語は元々アッカド語の「ティヌール」(tinûru) であり、ギルガメシュ叙事詩に言及がみられ、アヴェスター語では「タヌーラ」(tanûra)、パフラヴィー語では「タヌール」(tanûr) と変化した。タンドゥールの起源はセム系、イラン系のいずれでもなく、アーリア人とセム人がイラン高原とメソポタミアへ移動する前の先住民族にまで遡るとみられる。現在の形のタンドールはアフガニスタンで発生し、ムガル帝国のインド征服とともにインドに伝わった。

## タンドール料理
- チキンティッカ
- タンドリーチキン